# 陈庆宣
陈庆宣（1916年4月4日—2005年10月2日），出生于湖北黄陂，地质学家，中国科学院院士。

## 生平
陈庆宣于1941年毕业于国立西南联合大学地质地理气象学系，此后在西南矿产测勘处任职。1945年起任南京中央研究院地质研究所助理研究员。中华人民共和国成立后，又历任中国科学院地质研究所副研究员、研究员、构造研究室副主任。1956年加入中国民主同盟。同年起担任中科院兰州地质研究室研究员、室主任。1962年后任中国地质科学院地质力学研究所研究员、室主任。1979年加入中国共产党。1984年成为博士生导师。1991年当选中国科学院地学部院士。1996年被聘为地质矿产部高级顾问。
2005年在北京逝世。